# Harria
Harria was een oud Estische provincie die voor het eerst werd genoemd in de vroege 13e eeuw in Kroniek van Hendrik van Lijfland. Gelegen zuiden van Tallinn, in de gebieden rondom Varbola, Lohu en Kose.